# Hariharpur
Hariharpur é uma cidade e uma nagar panchayat no distrito de Sant Kabir Nagar, no estado indiano de Uttar Pradesh.

## Demografia
Segundo o censo de 2001, Hariharpur tinha uma população de 9257 habitantes. Os indivíduos do sexo masculino constituem 51% da população e os do sexo feminino 49%. Hariharpur tem uma taxa de literacia de 47%, inferior à média nacional de 59.5%: a literacia no sexo masculino é de 59% e no sexo feminino é de 35%. Em Hariharpur, 19% da população está abaixo dos 6 anos de idade.